# Курт Сміт
Курт Сміт (англ. Curt Smith, нар. 24 червня 1961, Бат, Англія) — британський співак, автор пісень, музикант і продюсер звукозапису, найзнаніший як спів-вокаліст, басист і співзасновник поп-рок гурту Tears for Fears разом із другом дитинства Роландом Орзабель. Курт є співавтором кількох пісень гурту та виконує головний вокал у хітах «Mad World», «Pale Shelter», «Change», «The Way You Are», «Everybody Wants to Rule the World» і «Advice for the Young at Heart».
Після того, як Курт сміт покинув гурт Tears for Fears у 1991 році, він продовжив сольну кар'єру та випустив свій дебютний студійний альбом Soul on Board у 1993 році. Загалом він випустив п'ять студійних альбомів і один мініальбом, а також займався акторською майстерністю. Згодом повернувся до гурту Tears for Fears у 2000 році.

## Раннє життя
Курт Сміт виріс у Баті, Сомерсет в Англії, жив у маєтку ради Сноу-Хілл. Відвідував школу Бічен Кліфф.

## Музичні гурти

### Graduate
Курт Сміт познайомився з Роландом Орзабалом, коли обидва були підлітками. У підлітковому віці вони створили групу, і Курт сам навчився грати на бас-гітарі. Згодом вони створили гурт Graduate під впливом ска. Graduate випустили свій єдиний студійний альбом у 1980 році, досягнувши незначного успіху в Європі. Приблизно в цей час Курт і Орзабал стали сесійними музикантами гурту Neon. Іншими учасниками групи були Піт Бірн і Роб Фішер, які згодом стали дуетом Naked Eyes. 

### Tears for Fears
Після того, як Graduate і Neon розпалися, Курт Сміт і Орзабал заснували гурт Tears for Fears у 1981 році. Курт є бас-гітаристом гурту та його співвокалістом. Їхній дебютний студійний альбом The Hurting 1983 року посів перше місце у чартах Великої Британії і випустив три міжнародні хіт-сингли — «Mad World», «Change» і «Pale Shelter» — кожен із вокалом у виконанні Сміта.
Другий студійний альбом дуету Songs from the Big Chair (1985) став фаворитом у Сполучених Штатах і став мультиплатиновим. На альбомі з'явилися такі хіти, як «Everybody Wants to Rule the World» (зі Куртом на головному вокалі), «Shout» і «Head Over Heels» (який Сміт написав у співавторстві).
Наступний студійний альбом Tears for Fears, The Seeds of Love (1989), мав ще один міжнародний успіх. Єдиною головною вокальною композицією Сміта в альбомі була «Advice for the Young at Heart». Посилення напруженості між Смітом і Орзабалом спонукало Сміта покинути гурт в 1991 році і він переїхав до Нью-Йорка.
У 2000 році рутинні юридичні зобов'язання з документами призвели до першої розмови Орзабала та Сміта майже за десять років. Обидва залагодили свої розбіжності та разом із колегою Сміта Чарлтоном Петтусом почали писати новий студійний альбом — Everybody Loves a Happy End — який вийшов у 2004 році.
«Mad World» був перезаписаний Майклом Ендрюсом і Гері Джулсом для саундтреку до фільму «Донні Дарко» 2001 року. Випущений у 2003 році сингл із піснею досяг першого місця у Великій Британії протягом трьох тижнів поспіль і приніс Орзабалю його другу нагороду Айвора Новелло. Сингл відновив інтерес до попередніх робіт групи. Їхній альбом Greatest Hits 1992 року був перевиданий і знову увійшов до Топ-10 Великобританії на кілька тижнів, отримавши свій другий платиновий диск у Великобританії. 
У 2021 році Сміт і Роланд Орзабал були нагороджені премією Айвора Новелло за видатну колекцію пісень.
Сьомий студійний альбом Tears for Fears The Tipping Point вийшов у лютому 2022 року.

## Сольні альбоми

### Soul on Board
Після виходу з Tears for Fears Сміт випустив свій дебютний сольний студійний альбом Soul on Board у 1993 році. Альбом не мав успіху у Великій Британії, а у США взагалі не вийшов. Пізніше Сміт стверджував, що він створив альбом суто для виконання свого контракту на запис із Mercury/Phonogram. 

### Mayfield and Aeroplane
Після переїзду до Нью-Йорка Сміт створив гурт Mayfield разом із гітаристом-продюсером Чарлтоном Петтусом. У складі гурту були Расс Ірвін і Даг Петті на клавішних, сам Курт на басі та вокалі та Шон Пелтон на ударних. За словами Сміта, назва гурту була грою слів (Curt is Mayfield) на основі імені легендарного американського соул-співака Кертіса Мейфілда. Гурт здебільшого виступав наживо, але у 1998 році випустив однойменний студійний альбом, це мало успіху. 
Пізніше Сміт випустив сольний студійний альбом Airplane під своїм іменем. У США це був міні-альбом із шістьма треками, але у Канаді та в інших країнах це був, по суті, попередній альбом Мейфілда, поєднаний з додатковими піснями з EP у США. 
У жовтні 2011 року Сміт оголосив на своєму веб-сайті, що він перевипустить альбом Mayfield 15 листопада 2011 року. Новий реліз на його лейблі KOOK Media включатиме бонусну версію пісні «Trees» за участю Дженіса Вейлі.

### Halfway, Pleased

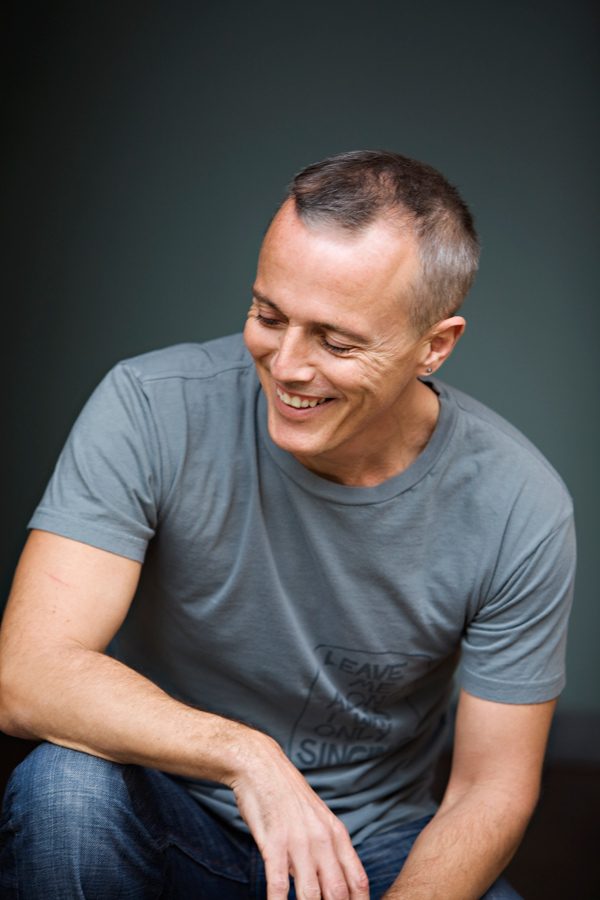
Курт Сміт у 2008 році

Протягом 2000 року Сміт почав працювати над тим, що мало стати Halfway, Pleased, але проєкт було призупинено, коли він знову почав працювати з Роландом Орзабалом після майже десятиліття мовчання. 2006 року Сміт відновив роботу над Halfway, Pleased. Напівавтобіографічний альбом досліджує стосунки Сміта з дітьми, батьками та друзями. Курт Сміт нарешті випустив альбом у США та у решті світу в травні 2008 року на власному лейблі KOOK Media.
Сміт робив обмежені концертні виступи в районі Лос-Анджелеса, щоб підтримати Halfway, Pleased. У січні 2009 року він оголосив, що протягом лютого 2009 року буде щотижнево в резиденції в The Standard Hollywood у Західному Голлівуді, Каліфорнія.

### Deceptively Heavy
Четвертий сольний студійний альбом Сміта, Deceptively Heavy, вийшов 16 липня 2013 року.

### «The Social Media Project»
У січні 2010 року Сміт випустив самостійний сингл «All Is Love» (за участю Зої Кітінг), перший трек у тому, що, за його словами, буде проєктом, який буде складатися з альбому спільно з артистами, з якими він познайомився через соціальні мережі. Сміт познайомився з Кітінгом, сучасним класичним віолончелістом, через Twitter. Другий трек із циклу «Perfectly…Still (featuring Universal Hall Pass)» було опубліковано у серпні 2010 року.

## Співпраця
Курт Сміт час від часу співпрацює з іншими артистами. Він працював із французькою співачкою Со (Софі Сайє), заспіваючи вокал у її треку «Les Autres», і пара знову працювала разом над треком Сміта «Seven of Sundays» (Сайє також з'явилася в обох відео на пісню).  Сміт також представлений у треку Shadow Bureau 2011 року «Don't Give Yourself Away» з художницею Ліндою Стробері, натхненному австралійським фільмом 2010 року «Гріф Невидимий» . У травні 2011 року Сміт написав у Twitter, що працює над треком із Junkie XL, який є у студійному альбомі JXL Synthesized (2012). Він також записав вокальний трек для американського панк-гурту American Eyes на їхню пісню під назвою «The Day We Died» з альбому Never Trust Anything That Bleeds (2005). 

## Саундтреки
Курт Сміт і його давній співавтор Чарлтон Петтус створили та записали музику для фільму 2011 року Meth Head (з Лукасом Хаасом у головній ролі) та фільму 2015 року Gravy.
Сміт написав оригінальну пісню «This Is Christmas» для епізоду п'ятого сезону телевізійного серіалу «Psych».

## «Stripped Down Live with Curt Smith»
У серпні 2010 року Сміт дебютував у веб-серіалі з живою музикою «Stripped Down Live with Curt Smith», який він продюсував разом зі своїм менеджером Арлін Всалек і генеральним директором Streamin' Garage Майком Ротманом. Кожен епізод був присвячений одному виконавцю. Гурт або музикант грав акустичні версії своїх пісень (шоу транслювалося в прямому ефірі через Ustream); Сміт брав у них інтерв'ю між сетами, а також відповідав на запитання глядачів через Skype і чат шоу. Серед гостей Сміта були Hypnogaja, Carina Round, Chris Pierce, Peter Himmelman, Common Rotation, Gary Jules, All Day Sucker, the Daylights, Matthew Sweet, the Fallen Stars, Nightmare & the Cat, Whiskey Saints, Fitz and the Tantrums і Friendly Indians.

## Інші види діяльності
У 1988 році Сміт з'явився на святкуванні 70-річчя Нельсона Мандели з піснею «Everybody Wants to Rule the World» у супроводі музикантів Філа Коллінза, Мідж Уре та Марка Бжезіцького на сцені.
Сміт є завзятим користувачем і прихильником соціальних мереж. З 2008 року його просили виступити на різноманітних соціальних медіа, технологічних і творчих конференціях, включаючи 140TC, Creative Commons Los Angeles Salon, 2010 ITV Fest, TEDx Hollywood і TEDxSF. Він також був гостьовим лектором у програмі Інтернет-спільнот для випускників школи USC Annenberg School. 
Сміт також пробував свої сили в акторській майстерності. Він зіграв другорядну роль партійника в The Dead Connection (1994) і значнішу роль професора в 2000-х The Private Public. Сміт несподівано з'явився на відкритті панелі Psych Comic Con 2010, де він співав на сцені з партнерами по Psych Джеймсом Родеєм, Дулі Хіллом. Персонаж Родея Шон Спенсер робить кілька проголошень протягом серіалу про своє захоплення Сльозами страху, особливо Смітом. Потім він з'явився, як він сам, в епізоді Psych «Shawn 2.0», епізоді, для якого він також написав варіацію початкової теми. Його сингл «This Is Christmas» пізніше з'явився в епізоді «The Polarizing Express». Він знову з'явився в ролі самого себе в 100-му епізоді серіалу «100 Clues» у березні 2013 року. Він також з'явився в передостанньому епізоді серіалу «Кошмар на Стейт-стріт» в ролі самого себе. Нещодавно він з'явився в ролі самого себе у фільмі «Псих 3: Це Гас» (2021).
У вересні 2016 року Сміт і його барабанщик Джеймі Воллам з'явилися в «Orchard» разом з Тедом Йодером, щоб акомпанувати йому під час перезапису його популярного виконання «Everybody Wants to Rule the World», зіграного на цимбалах з молоточком.

## Особисте життя
Сміт був одружений двічі. Його першою дружиною була Лінда «Лінн» Альтман, з якою він одружився в 1982 році. Вони розлучилися в 1988 році, і тоді він почав стосунки з менеджером з маркетингу Френсіс Пеннінгтон. Вони одружилися в 1996 році і зараз живуть у Лос-Анджелесі зі своїми двома дочками, Дівою та Вайлдер, які народилися в 1999 і 2001 роках. Діва також є музикантом і випустила пісню під назвою «Bet» у 2021 році. Сміт став натуралізованим громадянином США в 2007 році. Він є прихильником «Манчестер Юнайтед» Лос-Анджелес.
У квітні 2020 року, перебуваючи вдома в умовах загального карантину через пандемію COVID-19, Сміт і його дочка Діва виконали пісню «Mad World» на акустичній гітарі в стилі саундтреку Донні Дарко 2001 року.

## Дискографія
Соло
- Soul on Board (1993)
- Aeroplane (1999)
- Halfway, Pleased (2008)
- Deceptively Heavy (2013)

Мініальбоми
- Aeroplane (2000)

Mayfield
- Mayfield (1998)